# Rasgulla

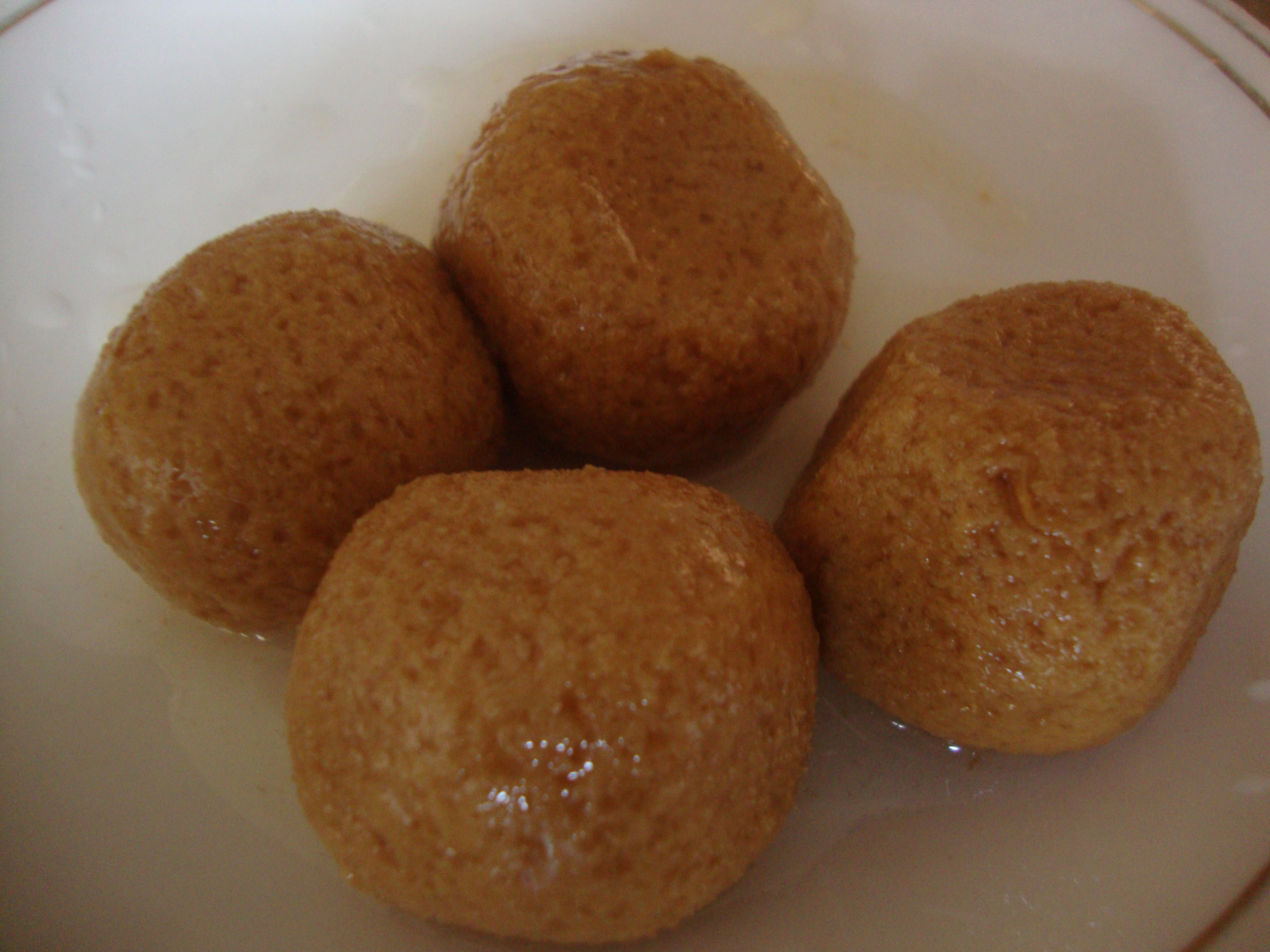
Plato de rasgulas de la India.

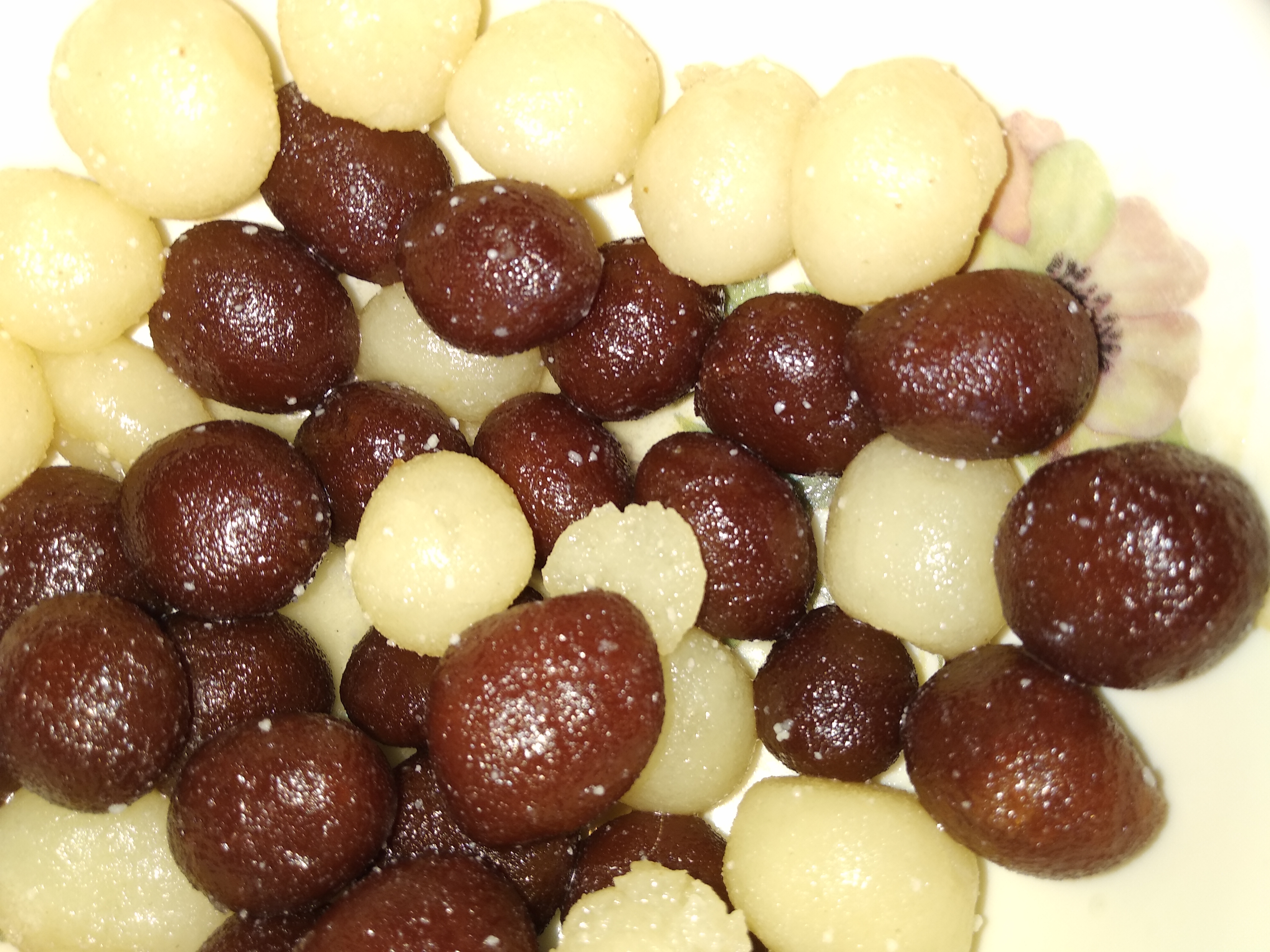
Rasgulla y Gulab Jamun

La Rasgulla  o Rasgula es un plato originario de la región de Bengal preparado con un queso especial basado en un plato con jarabe.
Es popular en la India y en el sur de Asia.
El plato es hecho de bolas de chhana (un queso cottage de la India) y pasta de sémola, cocinado en almíbar de azúcar.
- রসগোল্লা (roshgolla) en bengalí;

## Nutrición
Normalmente, una porción de 100 gramos de rasgulas contiene 186 calorías, de las cuales alrededor de 153 calorías son hidratos de carbono. También contiene 1,85 gramos de grasa y 4 gramos de proteínas.

## Historia

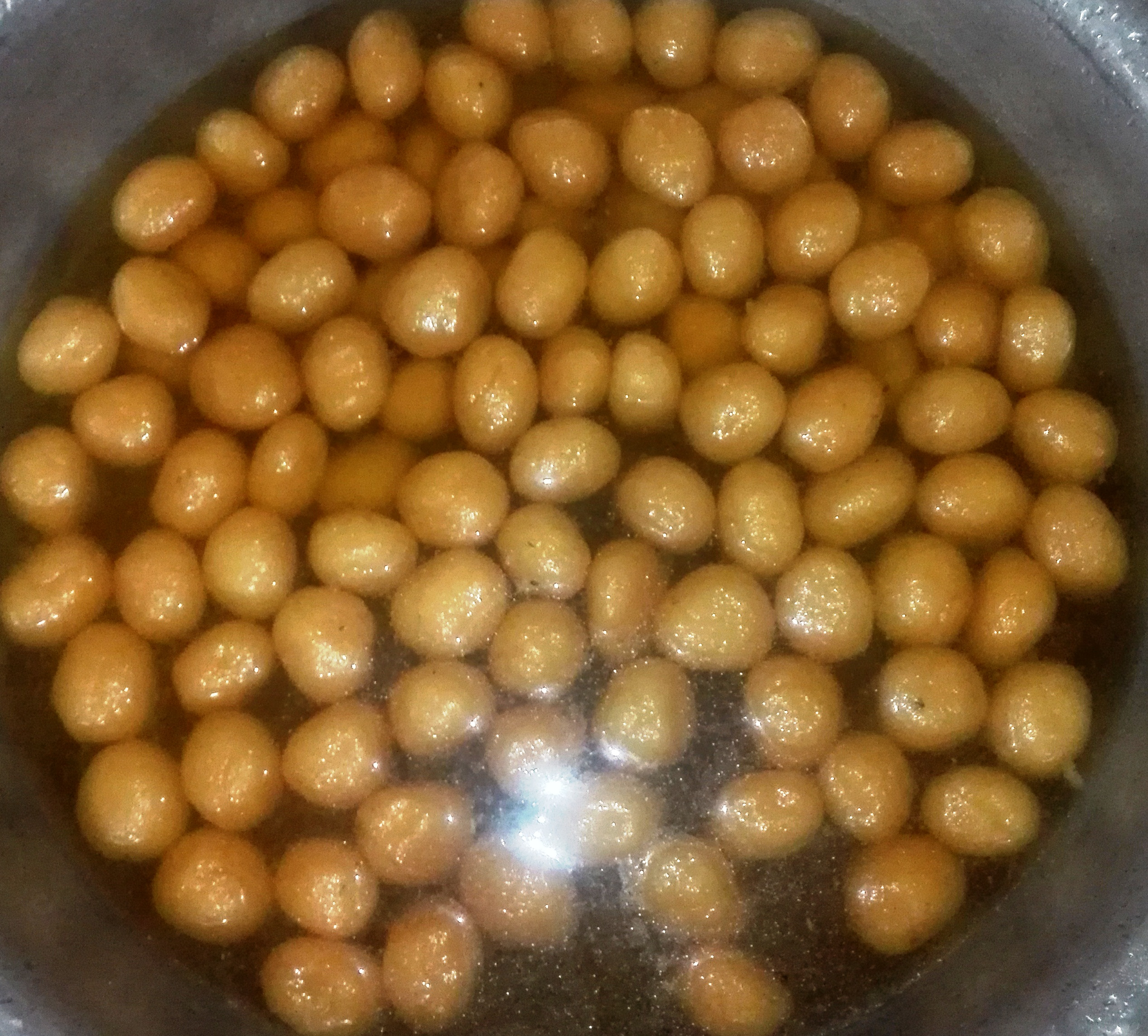
Rosogollas

La rasgula está basada en un dulce del estado de Orissa, llamado khir-mohan. Ha sido un plato tradicional Oriya durante siglos.
A mediados del siglo XIX, la popularidad del khir-mojan se extendió a la vecina Bengala Occidental.
Esto fue durante un período en el cual la cocina bengalí prestó en gran medida las culturas culinarias de Oriya.
Uno de los primeros pioneros del khir-mojan, un vendedor de dulces llamado Haradhan Moira, fue probablemente el primero en introducir el plato en Bengala.
En el año 1868, Nobin Chandra Das, un pastelero de Calcuta, simplificó el platillo original para que pudiera ser preparado en la cocina de cualquier casa. Fue él en gran parte el responsable de incorporar la rasgula al paladar local.
El hijo de N. Ch. Das, K. C. Das, comenzó una producción a gran escala del dulce, eventualmente llevándolo a su mayor disponibilidad. Esta producción en masa se hizo conocida como esponja de rasgula.
Incluso hoy en día, es la esponja de rasgula la cual se encuentra disponible en Calcuta, mientras que el resto de Bengala prefiere la receta original de Oriya, que es más elaborada.
Muchas personas consideran que las rasgulas preparadas por Kar Brothers, los descendientes de una pastelería local, Bikalananda Kar, en la ciudad de Salepur, cerca de Cuttack son las más sabrosas. Otra variante de este plato es la que se prepara en la ciudad de Pahala, ubicada entre las ciudades de Bhudaneswar y Cuttack, también es muy popular localmente. Pahala, donde se pueden conseguir solo rasgulas y sus derivados, chhenapoda y chhenagaja, tiene fama por ser el mercado más grande del mundo en cuanto a los dulces de chhena.
Eventualmente, las rasgulas ganaron popularidad en toda la India y el resto del sur de Asia. Aunque tradicionalmente se venden dentro de potes de barro llamadas handis en Orissa y a veces en Bengala, las esponjas de rasgulas en latas se han hecho muy populares en la actualidad. Estas latas están disponibles en India, Pakistán y Bangladés, como también en las tiendas del sur de Asia y en Gran Bretaña y América del Norte. Se comercializan no solo por K. C. Das y otros fabricantes, sino también por otros fabricantes de productos dulces de la India, tales como Bikaner y Delhi. Más recientemente, la ha comercializado por Kar Brothers. En Nepal, la rasgula es popular bajo el nombre de Rasbari.

### Tradición de los templos
En la ciudad costera de Puri, en Orissa, la rasgula ha sido la ofrenda tradicional a la diosa hindú Lakshmī, la consorte de la deidad principal del templo de Puri, Jagannātha. De hecho, es una costumbre ancestral dentro del templo ofrecer rasgulas a Lakshmi para aplacar su ira por ser ignorada, en el último día del día once del festival de carrozas Ratha-iatra. Solo luego que la diosa ha saboreado las rasgulas, es que la trinidad de deidades entran nuevamente al templo. Grandes cantidades de rasgulas son distribuidas entre los devotos que acuden a presenciar el evento. Este ritual elaborado, denominado Niladri Vijay, tradicionalmente marca el comienzo del festival cada año.

El génesis de esta tradición del templo de ofrecer rasgulas ha sido oscurecido con el paso del tiempo. Sin embargo, ha llevado a los estudiosos a creer que el dulce puede deber su origen al templo. El eminente historiador J. Padhi ha dicho que «la rasgula tiene más de 600 años. Es tan antigua como el ratha-iatra en Puri».
Tras un examen detallado de las Padhi (escrituras religiosas de Puri), el investigador S. C. Mahapatra ha descubierto que esta práctica de ofrecer rasgulas a Lakshmi se remonta a por lo menos 300 años. «El Ratha-iatra, que empezó hace unos seis siglos, no ha cambiado con el tiempo. Y hasta el día de hoy, la rasgula es el único dulce ofrecido a Mahalaxmi [Lakshmi], la consorte de Yagannath, para calmarla cuando las deidades regresan a casa».
La antigüedad de este dulce es destacada por el folclore tradicional de Oriya que compara los ojos redondeados de Jagannath con las rasgulas. Se ha sugerido que los visitantes de Bengala a Puri podrían haber llevado la receta de la rasgula de regreso a Bengala en el siglo XIX.

## Variaciones
Las rasgulas suelen servirse a temperatura ambiente o frías. En las casas de familia modernas de la India tienden a servirlas refrigeradas. Una variante popular en Orissa y Bengala es la preparación caliente. También se pueden incorporar semillas de cardamomo para crear una versión fragante. En el norte de la India, el plato viene con sabor a azafrán, agua de rosas, y a veces es adornado con pistachos picados.
Igualmente en recetas posteriores de la cocina occidental se suele reemplazar el queso chhana con un sustituto preparado a partir de leche en polvo.

## Derivados
La rasgula es el primer postre de India basado en queso indio almibarado. Es el precursor de muchas otras delicias de la India, tales como el chhena jhilli, rasamalai, chhena gaja, raskadam, chamcham, pantua, malai chop, y kheersagar. La rasgula, junto con la chhena gaja y la cheena poda, forman la trinidad clásica de los postres de Oriya. En Bengala, la rasgula y una variedad de otros dulces chhena como el sondesh, son conocidos colectivamente como los dulces bengalíes.
En el kamalabhog, se mezcla extracto de naranja con la chhena,y es comúnmente vendido en Bengal. En el plato khersagar, una leche espesa y azucarada llamada rabidi es usada en lugar del jarabe de azúcar. Mientras que el plato se limita a Orissa, un plato similar rasmalai se ha hecho muy popular en India, debido principalmente a los esfuerzos de los confiteros K. C. Das, Ganguram y Bhim Nag. En este platillo, el jarabe es reemplazado con leche azucarada de una consistencia más fina. El malai chop, una invención de Kolkata, consiste en chhena preparada que es intercalada con una capa de crema cuajada azucarada. En el bengalí pantua, las bolas de chhena son fritas en aceite antes de ser empapadas en almíbar.